# Pizzo Deta
Il Pizzo Deta è la seconda cima più elevata della catena dei monti Ernici. La montagna, la cui altezza raggiunge 2.041 m s.l.m., segna il confine tra le regioni Abruzzo e Lazio, sulla linea spartiacque principale.

## Descrizione

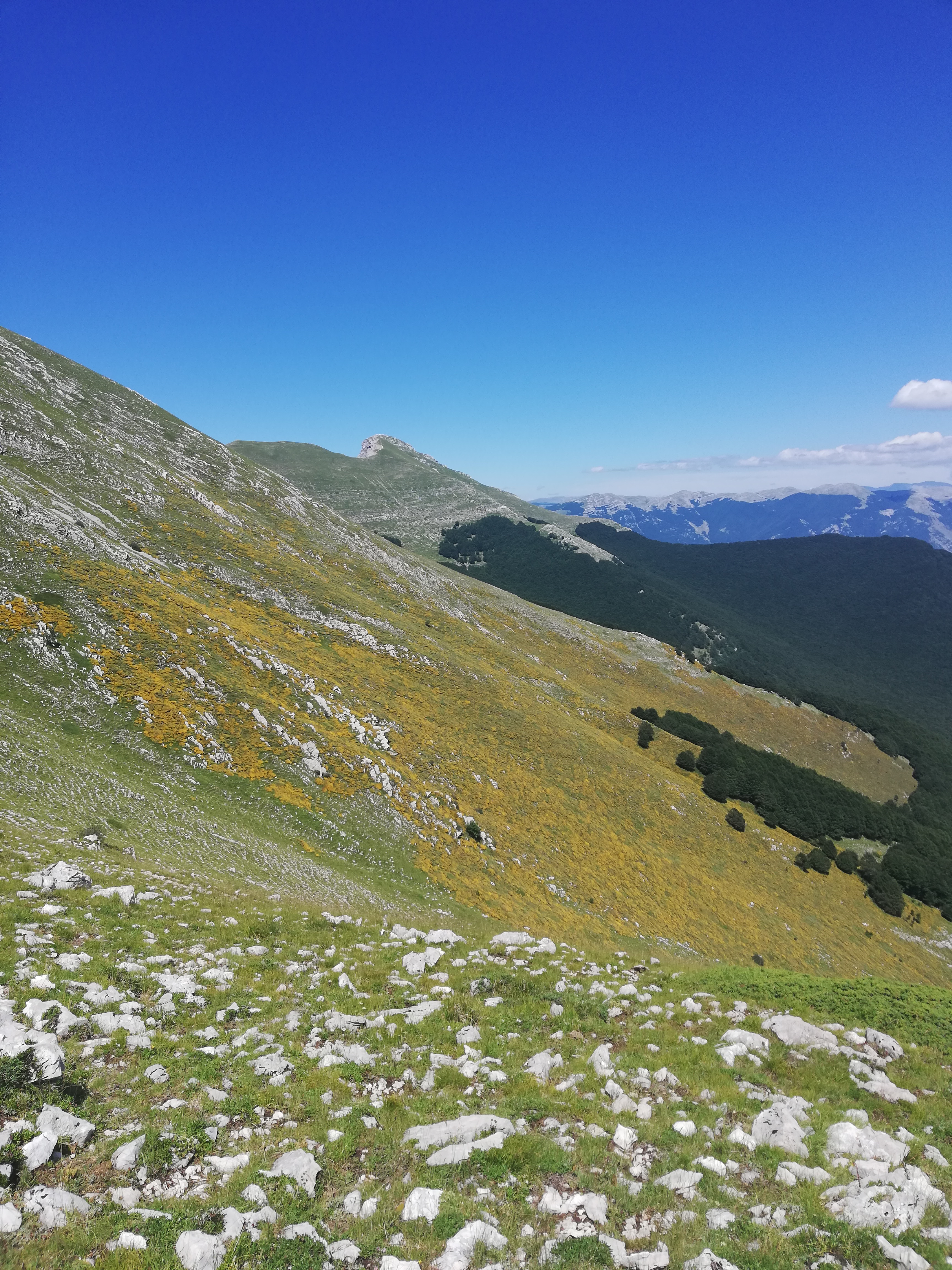
Il Pizzo Deta e le sue pendici sud-occidentali

Il versante nord si presenta con un ripido pendio digradante sulla sottostante valle Roveto, caratterizzato proprio sotto la cima da un antico circo glaciale che dà inizio al vallone di Peschiomacello, sopra San Vincenzo Valle Roveto. Il versante a ovest è legato tramite una cresta al monte Pratillo (2007 m s.l.m.); a nordovest al monte del Passeggio (2063 m s.l.m.), la vetta più elevata degli Ernici. 
Al di sotto di queste cime si trova il vallone del Rio che si apre oltre Rendinara, paese situato sul versante montuoso occidentale della valle Roveto. Il versante a sud digrada fino ai 1100 metri di Prato di Campoli nel territorio comunale di Veroli. Il lato ad est si congiunge tramite il ripido e ampio vallone dell'Olmo alla sottostante valle rovetana. 
Questa cima è caratterizzata da un profilo aguzzo e roccioso su tre quarti dei lati, di forma vagamente piramidale, escluso il versante meridionale, che digrada con un pendio ripido e uniforme.

## Cartografia
- Cartografia ufficiale italiana dell'Istituto Geografico Militare (IGM) in scala 1:25.000 e 1:100.000, consultabile on line (Foglio 152 III N.O. Balsorano).

## Galleria d'immagini

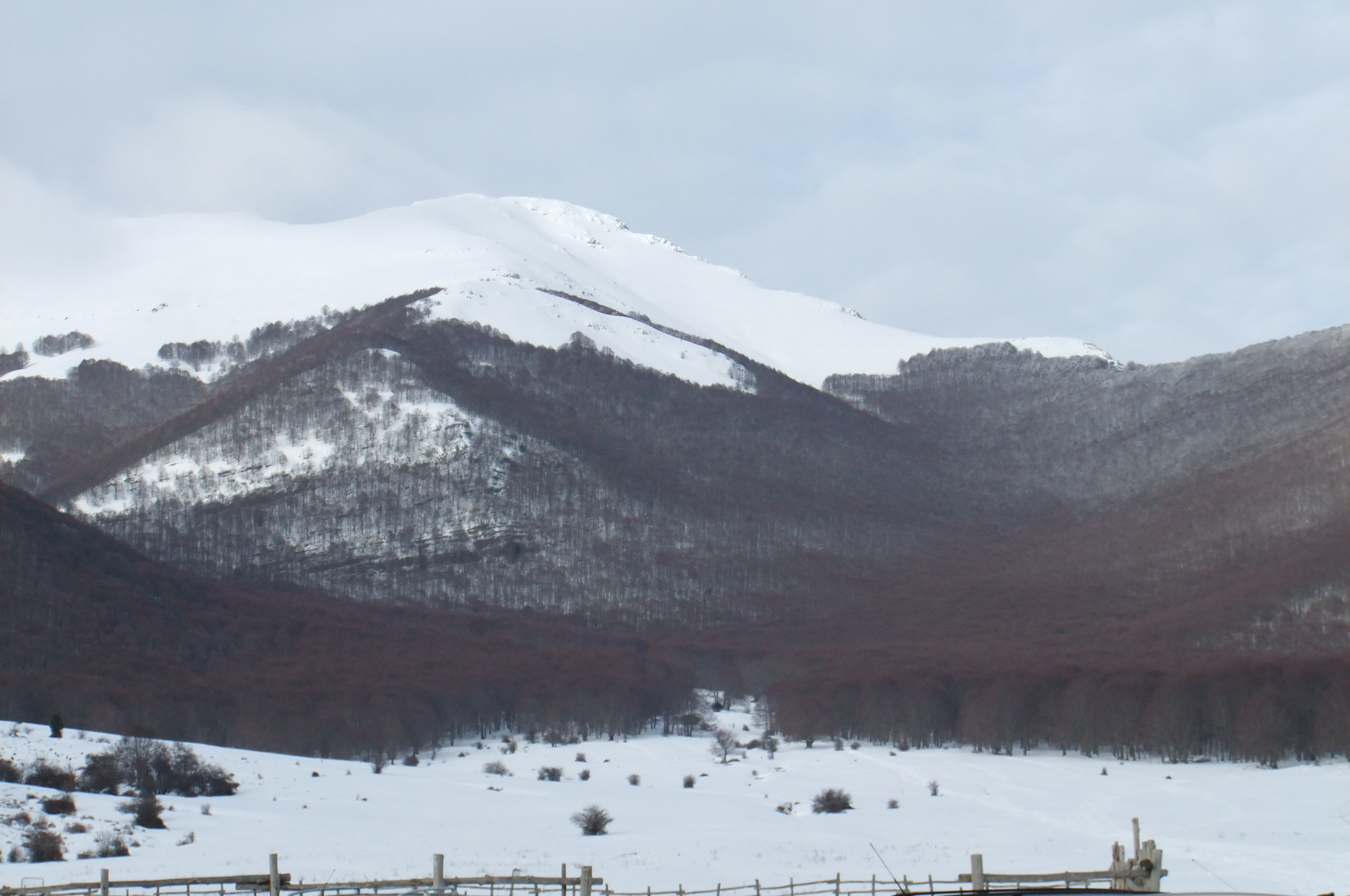
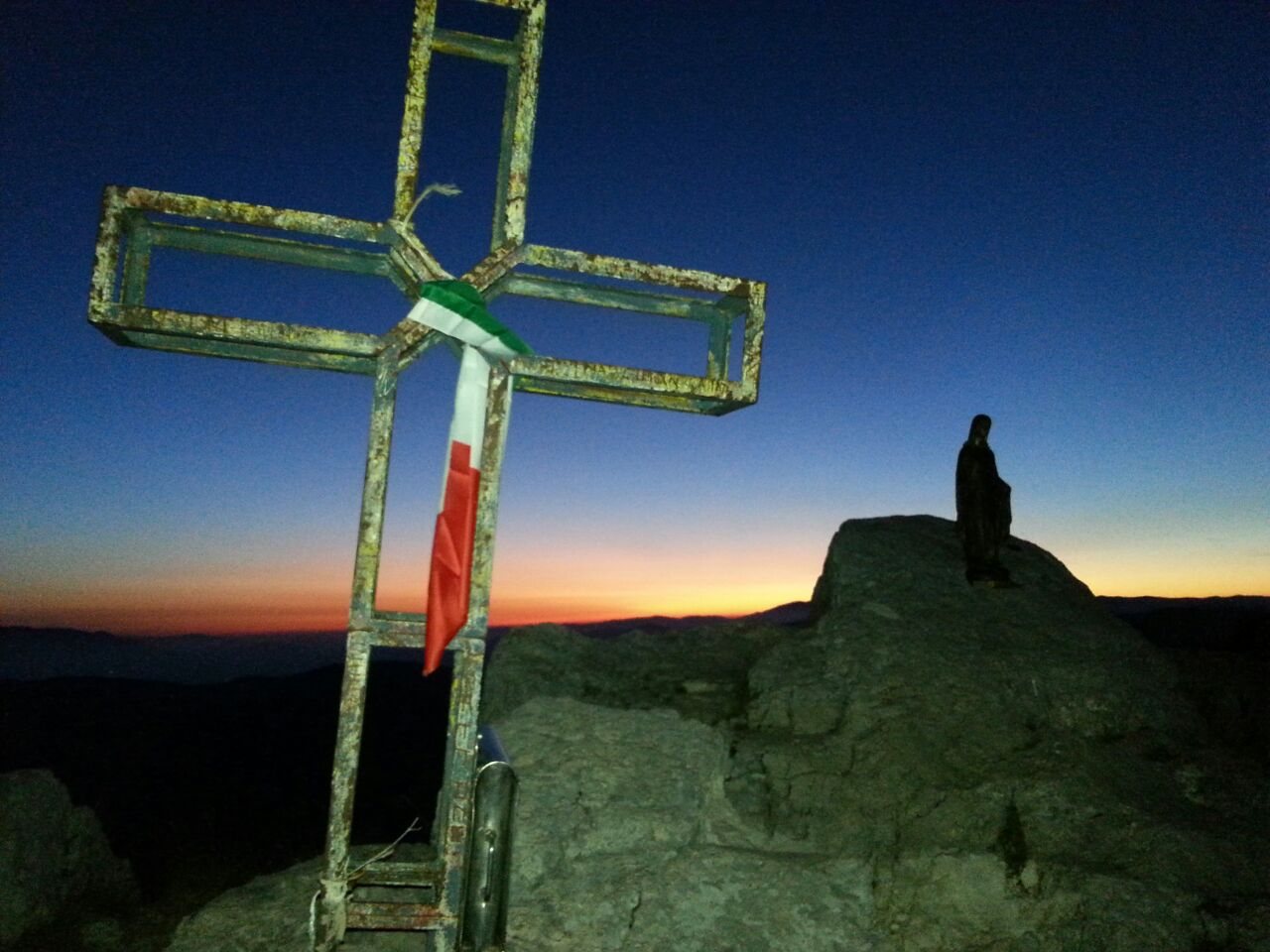
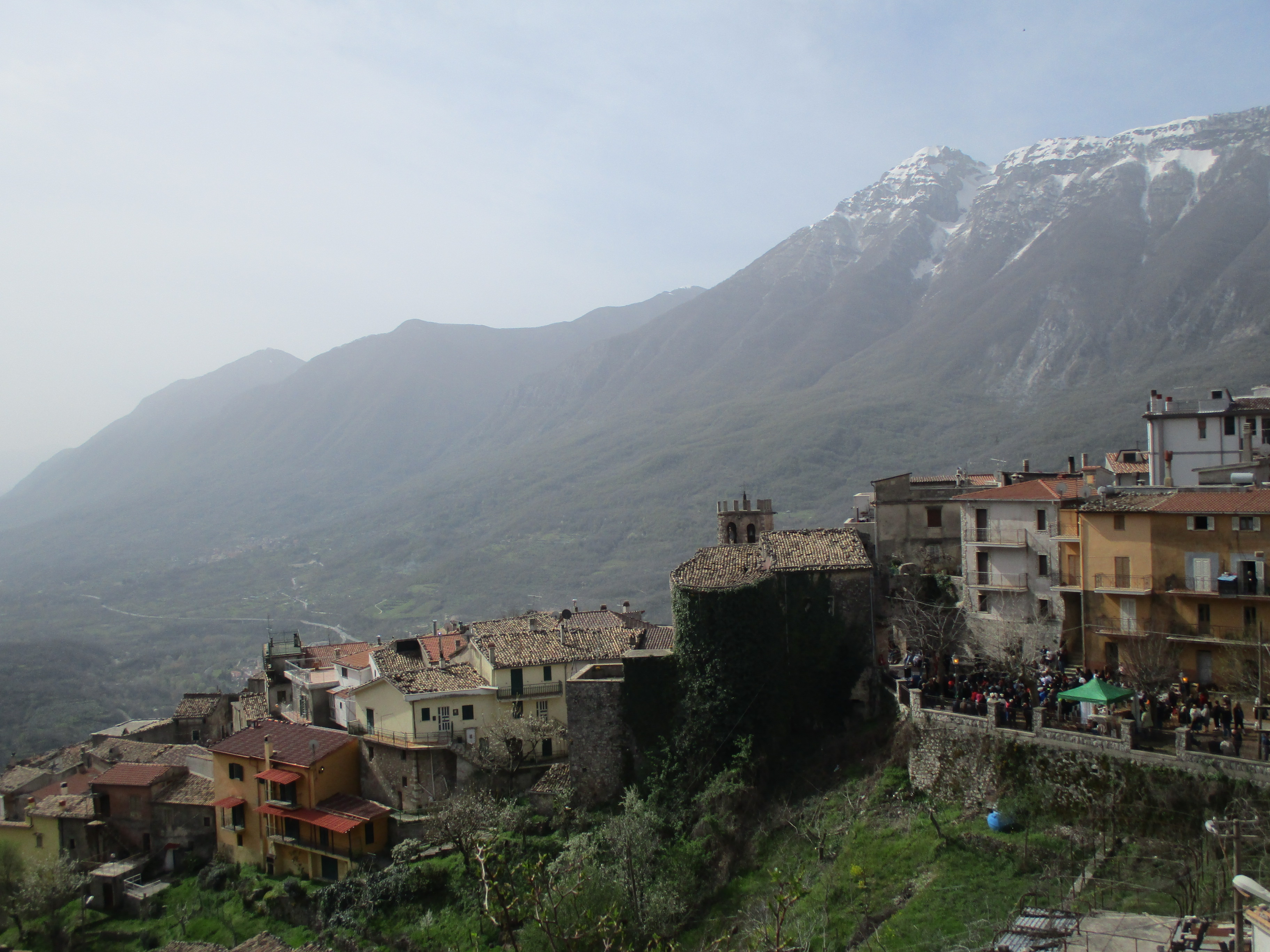
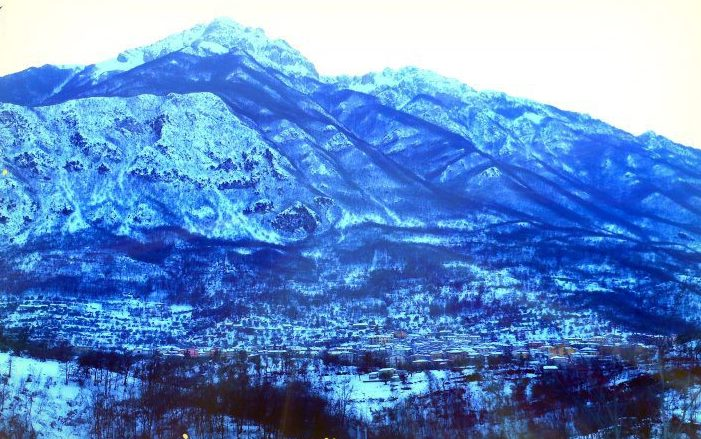